# 瞿公真人
瞿公真人，或稱瞿真人、溥護真人、溥護瞿真人，為中國民間信仰、臺灣民間信仰的神明之一，起源自湖南長沙，因湘軍之故上海、臺灣皆有奉祀，特別以治病、求子（後者僅限臺北市大稻埕地區）著稱，其身分有明清之際長沙僧人、明代四川仁壽縣孝子、南明忠臣瞿式耜等數種說法。 

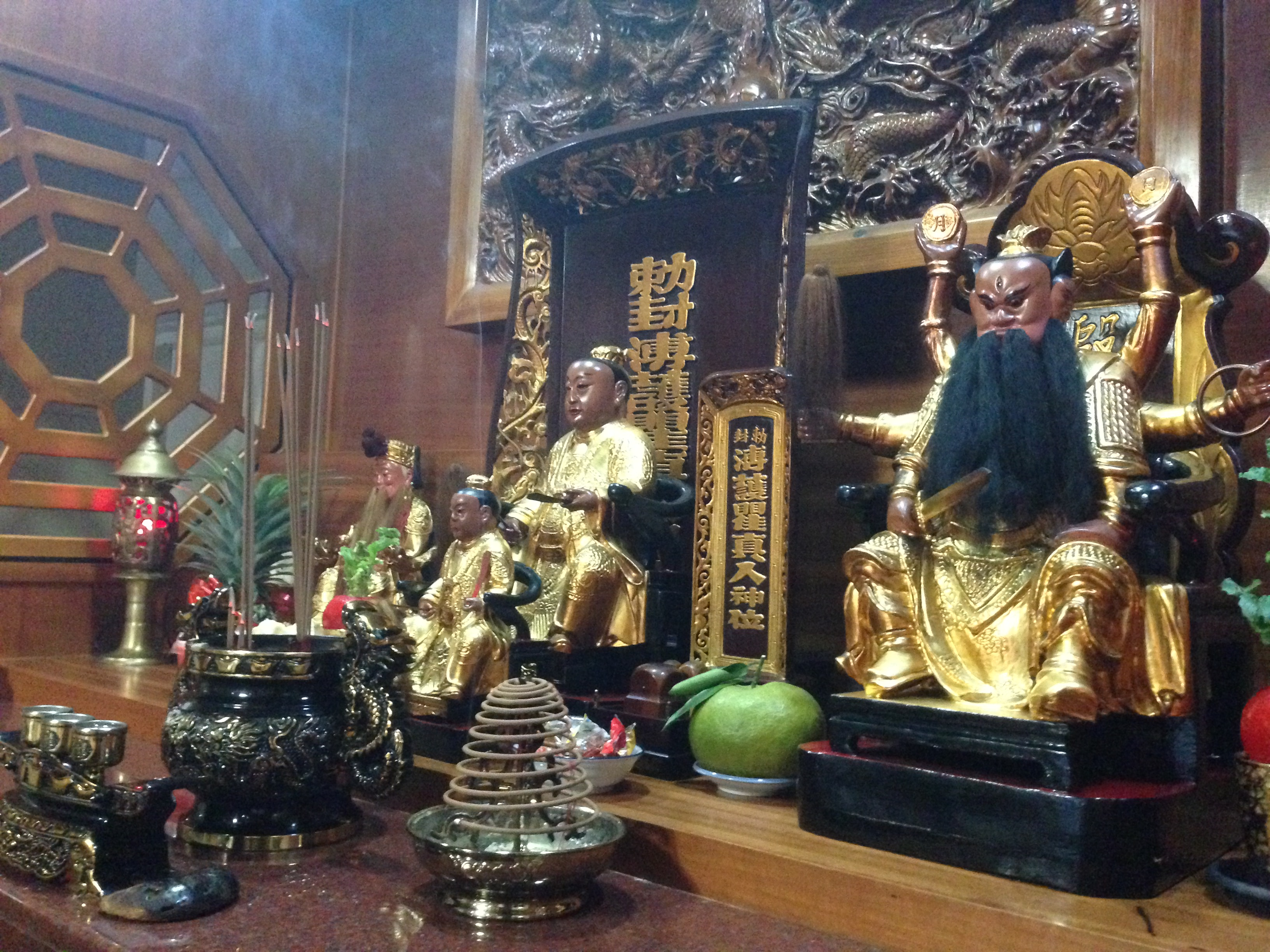
臺北市大同區瞿公真人廟神龕，居中之神位及神像皆為真人

## 生平
清嘉慶年間刊行之《長沙縣志》記載，真人本名飡苓，為明萬曆年間人，七歲時於古華山寺出家，後轉至集雲山修道。清順治八年（1651年）七月十三日，真人於白沙河邊堆積木材、沐浴舉火、端坐誦經，在風雷大作後隨即自焚坐化。民國時成書的《新續高僧傳》則指出真人為長沙東鄉人，又名參靈，一般都稱呼為瞿和尚。真人於幼年沙彌時期即喜愛聽聞奇異之事，壯年時則曾於西蜀學習密宗，專持《瑜伽大教王經》並證得總持三昧。其後真人回長沙隱居於集龍山四十餘年、不修邊幅，見到真人者都以為遇到神仙，最後於白沙河邊自焚坐化。
臺灣臺北市大同區瞿公真人廟碑誌則記載，真人為明天啟年間之四川仁壽縣孝子，詳細生卒年不詳，因父親早歿故隻身奉養母親，母歿後真人因過度哀傷自焚而卒，天帝敕封為神。
台灣日治時期的調查則指出，真人為南明忠臣瞿式耜，殉難之後受人敬奉。

## 信仰
清順治八年（1651年）八月，即瞿真人坐化後的一個月，長沙當地人為其塑像，在集雲山寺祭祀之，對於旱災、水災、疾病等皆有靈驗。
清同治六年（1867年），地方仕紳列舉事蹟上書，由朝廷敕封「溥護」二字。同年左宗棠率湘軍渡海往福建戰鬥，途中遇大風浪，於左宗棠禱神後平息，並得大勝班師回朝。因得神護佑之故，左宗棠上書請朝廷加封為「昭應真人」。
真人之例祭日為農曆八月初九。

### 上海
太平天國前後，湖南移民沿長江進入上海，建立同鄉會館。
清同治十五年（1876年）湘軍於上海戰鬥，許多士兵向瞿真人祈禱靈驗（特別是疾病部分），湖南仕紳遂租屋供奉，後又募資購地於高昌廟旁新建廟宇，於光緒十九年（1893年）落成。由於不少捐款人為湖南會館之董事，故該廟也由會館董事輪流管理，成為旅居上海湖南人之信仰中心之一，亦為上海南部最興盛的神廟之一，每年八月九日真人誕辰時最為熱鬧。

### 臺灣

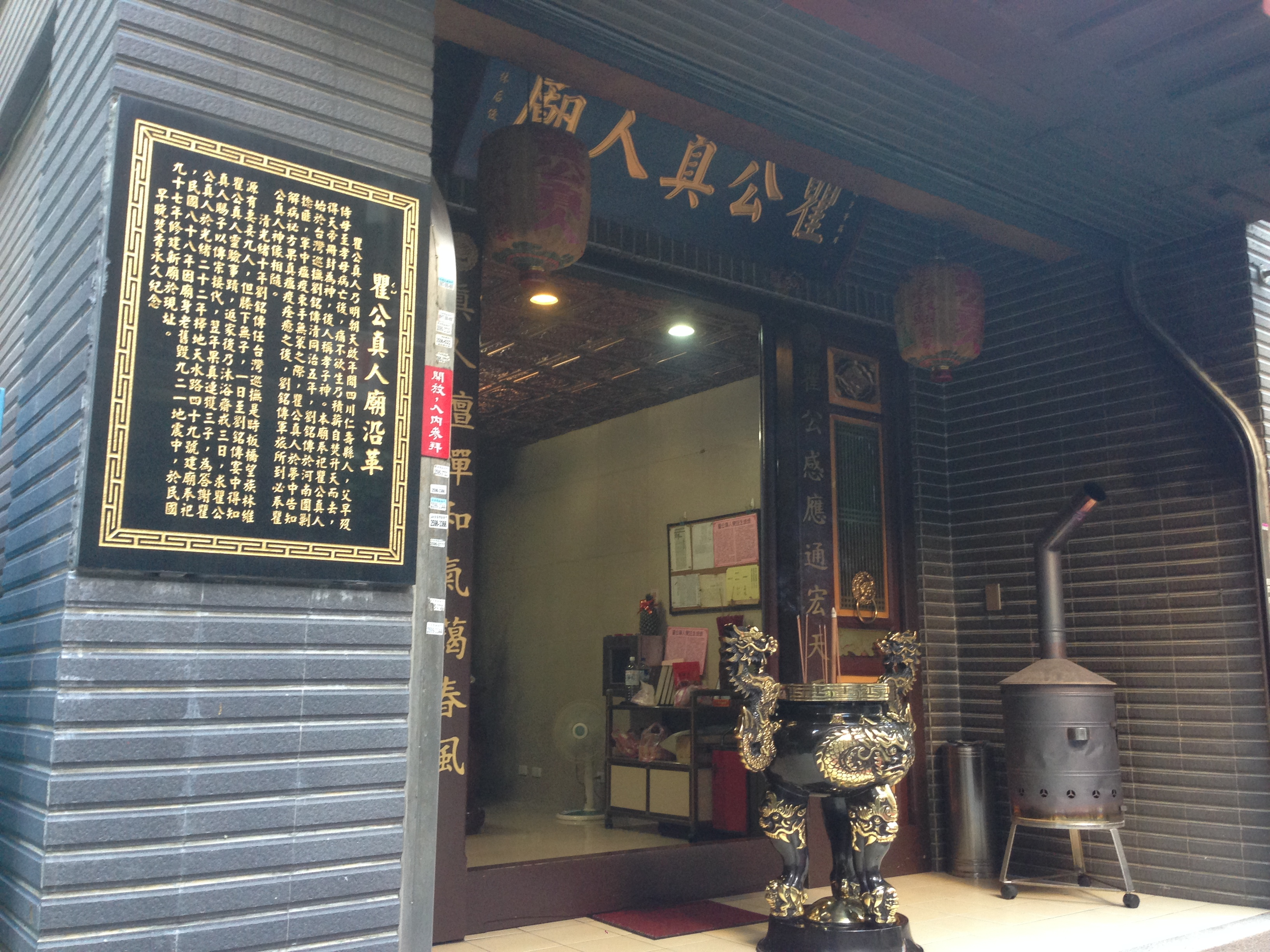
臺北市大同區瞿公真人廟沿革碑

臺灣之瞿公真人信仰起源說法有二。一說清同治五年（1866年）劉銘傳率領淮軍攻擊捻軍時，軍中爆發瘟疫，後得瞿真人託夢開藥方治癒，從此劉分香供奉於軍中；另一說則是湘軍相信瞿公真人能保佑傷兵早日康復，劉銘傳為穩定軍心，特別將神像供奉於巡撫衙門內，讓士兵膜拜。清光緒十三年（1887年）於臺北府城北門外建廟，廟址鄰近清代機械局。
日治時期因臺北城牆拆除之故，此廟遷到大稻埕得勝街（今天水街），明治三十一年（1898年）以板橋林家林祖壽之名重建（傳說林家曾因祈神順利得子，真人亦因此被地方視為送子神），此廟即今大稻埕瞿公真人廟。

## 延伸閱讀
- 林進源. . 臺北市: 進源書局. 1988. ISBN 9578938233 （中文（臺灣））.